# 日置雄三成
日置 雄三成（へき の おみなり、生没年不詳）は、奈良時代の官人。氏姓は日置造のち鳥井宿禰。日置駒人の子で、娘に田吉女がいたとする系図がある。位階は従六位上。

## 経歴
宝亀8年（777年）に雄三成を含む一族4人が鳥井宿禰姓を与えられた。